# Kemble (cràter)
Kemble és un cràter d'impacte en el planeta Venus de 23,6 km de diàmetre. Porta el nom de Fanny Kemble (1809-1893), actriu anglesa, i el seu nom va ser aprovat per la Unió Astronòmica Internacional el 1985.